# فرودگاه پورت هاردی
 فرودگاه پورت هاردی (به انگلیسی: Port Hardy Airport) یک فرودگاه همگانی باربری با کد یاتا YZT است که یک باند فرود آسفالت دارد و طول باند آن ۱۲۱۹ متر است. این فرودگاه در کشور کانادا قرار دارد و در ارتفاع ۲۲ متری از سطح دریا واقع شده است.

## شرکت‌های هواپیمایی و مقصدهای پروازی
| شرکت‌های هواپیمایی        | مقصدهای پروازی  |
| ------------------------ | --------------- |
| North Cariboo Air        | چارتر: ونکوور   |
| Pacific Coastal Airlines | بلا بلا، ونکوور |